# Elektrostatický odlučovač

Ukázka principu elektroodlučovače: tmavě modře jsou znázorněny nabíjecí elektrody, nabité částice popílku jsou přitahovány na červené desky

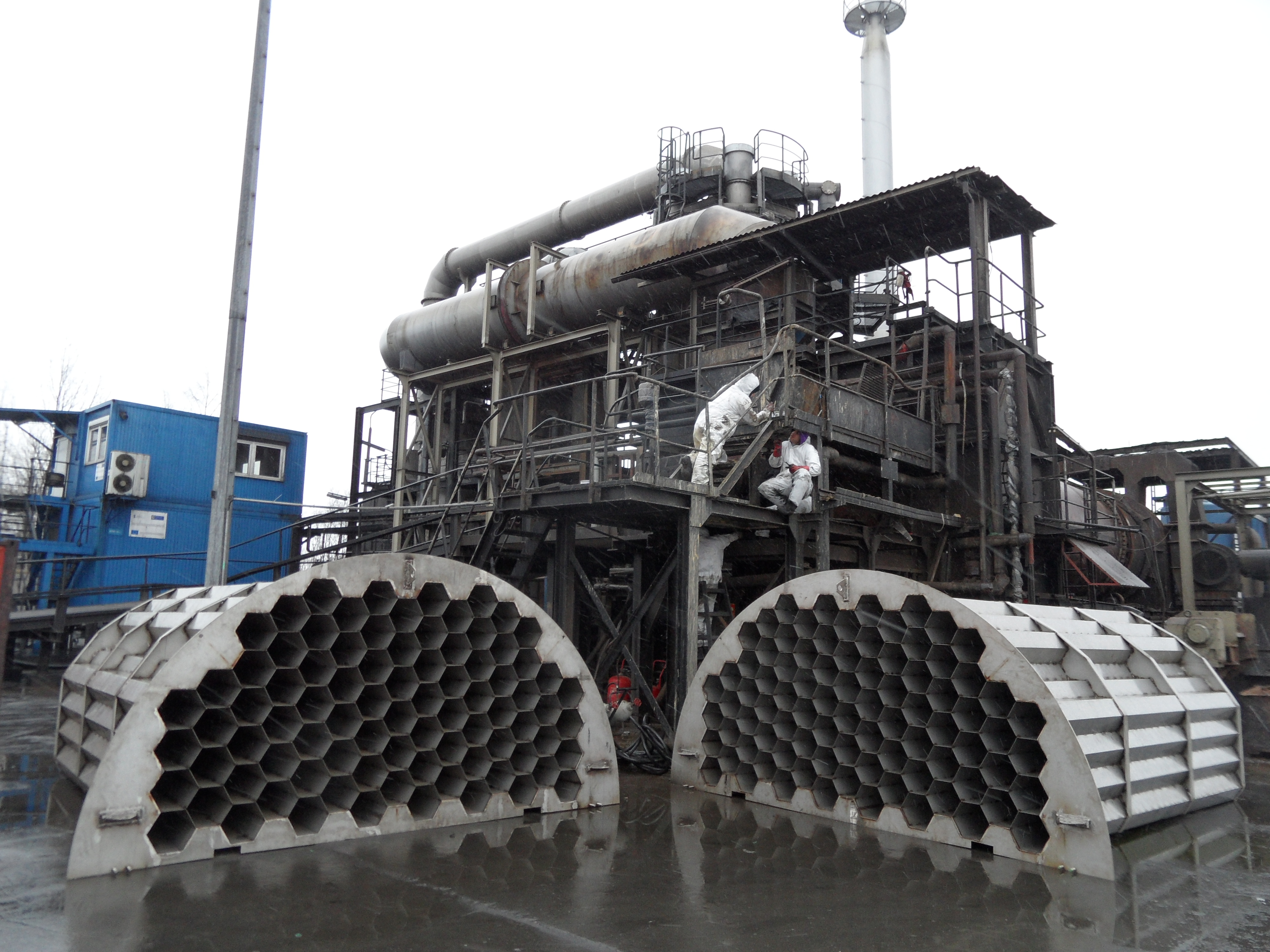
Vymontované sběrné elektrody

Elektrostatický odlučovač (elektroodlučovač) je zařízení, které slouží k odstranění popílku ze spalin za pomoci statické elektřiny. Hlavní součást odlučovače tvoří záporně nabitá elektroda, která polarizuje popílek z procházejících spalin. Popílek je následně zachytáván na uzemněných kladně nabitých deskách (elektrodách) a následně mechanicky sbírán v lapači.
Běžné spaliny obsahují asi 30 g popílku na 1 m³, díky použití elektroodlučovače je obsah pevných částic snížen na méně než 0,1 g/m³. Elektrody mají napětí typicky 40–70 kV, rychlost spalin v komoře odlučovače činí asi 1–2 m/s.
První pokusné použití odstranění pevných částic ze spalin pochází z roku 1824, nicméně ke skutečnému průmyslovému využití elektrostatického jevu došlo díky patentu Fredericka Gardnera Cottrella z roku 1907.